# Eerste klasse schaken 1939/40
Het Eerste klasse-seizoen 1939/40 was het 20e seizoen van de Eerste klasse schaken, destijds de hoogste Nederlandse schaakcompetitie van Nederland. Het Vereenigd Amsterdamsch Schaakgenootschap werd voor de zevende keer in zijn historie landskampioen.

## Competitieverloop
In het voorgaande seizoen (1938/39) was Schaakvereeniging Kralingen naar de Eerste Klasse A gepromoveerd, terwijl Schaakclub Utrecht degradeerde. Nieuw in de Eerste Klasse B was Schaakvereeniging Spangen, dat vanuit de Tweede Klasse omhoog klom.
Als gevolg van het uitbreken van de Tweede Wereldoorlog in Nederland moest het verloop van de promotie- en degradatiewedstrijden worden aangepast. De tweede wedstrijd tussen de nummer laatst van de Eerste klasse A (Bussums Schaakgenootschap) en de nummer 1 van de Eerste klasse B werd niet meer gespeeld. De KNSB besloot de Eerste Klasse A uit te breiden tot zeven teams en het degradatiereglement voor het jaar erop aan te passen.
De nummer laatst van de Eerste klasse B (Staunton) hoefde eveneens niet meer in actie te komen; het Haarlems Schaakgezelschap werd als beste team uit de Tweede Klasse toegevoegd als zesde team aan de Eerste klasse B.

## Eindstand[2]

### Eerste klasse A
| # | Team      | MP | BP  |
| - | --------- | -- | --- |
| 1 | VAS       | 10 | 30½ |
| 2 | ASC       | 7  | 26½ |
| 3 | Kralingen | 5  | 24½ |
| 4 | NRSV      | 4  | 26  |
| 5 | DD        | 4  | 24  |
| 6 | Bussum    | 0  | 19½ |

#### Legenda
|  | Landskampioen          |
|  | Play-off om degradatie |

### Eerste klasse B
| # | Team               | MP | BP  |
| - | ------------------ | -- | --- |
| 1 | Max Euwe           | 8  | 36½ |
| 2 | Schaakclub Utrecht | 8  | 27½ |
| 3 | Eindhoven          | 5  | 24  |
| 4 | H. Chr. S.V.       | 3  | 22  |
| 5 | Spangen            | 3  | 21½ |
| 6 | Staunton           | 3  | 18½ |

#### Legenda
|  | Kampioen; play-off om promotie |
|  | Play-off voor degradatie       |

### Wedstrijden om promotie-degradatie[3]
| Datum      | Thuis                     | Uit                 | Uitslag |
| ---------- | ------------------------- | ------------------- | ------- |
| 5 mei 1940 | Bussums Schaakgenootschap | Schaakclub Max Euwe | 5-5     |

Tweede wedstrijd afgelast; S.C. Max Euwe promoveert, terwijl BSG niet degradeert.
Het Haarlems Schaakgezelschap promoveerde vanuit de Tweede Klasse.
Eerste klasse

1920/21 · 1921/22 · 1922/23 · 1923/24 · 1924/25 · 1925/26 · 1926/27 · 1927/28 · 1928/29 · 1929/30 · 1930/31 · 1931/32 · 1932/33 · 1933/34 · 1934/35 · 1935/36 · 1936/37 · 1937/38 · 1938/39 · 1939/40 · 1940/41 · 1941/42
Hoofdklasse

1942/43 · 1943/44 · 1944/45 · 1945/46 · 1946/47 · 1947/48 · 
1948/49 · 1949/50 · 1950/51 · 1951/52 · 1952/53 · 1953/54 · 1954/55 · 1955/56 · 1956/57 · 1957/58 · 1958/59 · 1959/60 · 1960/61 · 1961/62 · 1962/63 · 1963/64 · 1964/65 · 1965/66 · 1966/67 · 1967/68 · 1968/69 · 1969/70 · 1970/71 · 1971/72 · 1972/73 · 1973/74 · 1974/75 · 1975/76 · 1976/77 · 1977/78 · 1978/79 · 1979/80 · 1980/81 · 1981/82 · 1982/83 · 1983/84 · 1984/85 · 1985/86 · 1986/87 · 1987/88 · 1988/89 · 1990/91 · 1991/92 · 1992/93 · 1993/94 · 1994/95 · 1995/96
Meesterklasse

1996/97 · 1997/98 · 1998/99 · 1999/00 · 2000/01 · 2001/02 · 2002/03 · 2003/04 · 2004/05 · 2005/06 · 2006/07 · 2007/08 · 2008/09 · 2009/10 · 2010/11 · 2011/12 · 2012/13 · 2013/14 · 2014/15 · 2015/16 · 2016/17 · 2017/18· 2018/19 · 2019/20 · 2020/21 · 2021/22 · 2022/23 · 2023/24 · 2024/25